# Hagan
Hagan – miasto w Stanach Zjednoczonych, w stanie Georgia, w hrabstwie Evans.